# Bahía de San Quintín
La Bahía de San Quintín se localiza en el estado mexicano de Baja California en el Municipio de San Quintín, a una distancia de 20 km de la ciudad de San Quintín, y de 200 km de la ciudad de Ensenada, que es perteneciente al estado de Baja California.   
La bahía comprende una gran laguna costera y forma tan solo una parte de una gran laguna dividida en dos porciones, siendo la parte conocida como San Quintín solo la parte este, ya que la oeste se conforma por la denominada Bahía Falsa, donde se encuentran granjas de ostiones que ofrece visitas en lancha, al igual que restaurantes a la orilla de la bahía.  
La Bahía de San Quintín está conformada por humedales, que son áreas terrestres que están inundadas de agua de manera permanente. Una gran parte de esta está destinada para su conservación en la Reserva Natural San Quintín, sin embargo hay zonas que es muy sencillo su acceso para visitar, zonas como Bahía Falsa y La Chorera.     
Esta laguna costera es la única en la parte occidental de Norteamérica que ha mantenido su ecosistema y clima sin alteraciones, prácticamente "intacto" a pesar de la presencia humana que se ha ido incrementando en los últimos años, manteniendo en sus aguas y a sus alrededores varias especies propias de la región así como especies endémicas, algunas de las cuales se encuentran en peligro de extinción. Ha estado sirviendo también como refugio de varias especies migratorias gracias a su clima y a la riqueza de sus aguas. En el lugar se puede practicar la pesca deportiva.  
Desde el 2015 se celebra cada año el Festival de las Aves para promover la protección de las aves en la bahía.
Ingresó en la lista de los sitios del Convenio de Ramsar en febrero de 2008.  

## Historia
Se tenía noticia de la bahía ya desde las primeras expediciones llevadas a cabo por los españoles en la península, cuando todavía se pensaba que Baja California era una gran isla separada del resto del continente. El nombre con el que se le conocía al lugar era Puerto de la Posesión.
Fue uno de los sitios entre los cuales se llevó a cabo la labor de la evangelización en la península de Baja california, siendo fundada en este lugar la Misión de Santo Domingo de la Frontera por los dominicos a finales del siglo XVIII, en las cercanías a la bahía. Por razones de distancia y por las epidemias que azotaron la región, fue trasladada de sitio en una ocasión para luego ser abandonada a mediados del siglo XIX. 
La colonización del lugar se llevó a cabo hacia 1861, recibiendo a un gran número de extranjeros de origen alemán en inglés, quienes se asentaron en los terrenos cercanos a la laguna y en el poblado de San Quintín, cuando se decidió abrir este lugar como puerto.